# Víctor Camarasa Ferrando
Víctor Camarasa Ferrando (Meliana, 28 de maig de 1994) és un futbolista professional valencià que juga com a migcampista pel CE Eldenc.

## Carrera esportiva

### Llevant
Camarasa va ingressar a les categories inferiors del València CF el 2001, a set anys. Deu anys després fou descartat i va acabar la seva formació al Llevant UE, i va debutar amb el Llevant UE B la temporada 2012-13, a segona divisió B.
El 7 de desembre 2013 Camarasa va jugar el seu primer partit amb el primer equip, com a titular, en una derrota per 0–1 a fora contra el Recreativo de Huelva a la Copa del Rei 2013-14. Dos dies després va signar un contracte per sis anys amb el club, i va marcar el seu primer gol al minut 17 del partit de tornada, ajudant el seu equip a remuntar el resultat, amb un 4–0 a casa.
El 4 de gener de l'any següent Camarasa va debutar a La Liga, entrant com a suplent per Simão Mate en una derrota a fora per 0–2 contra el València CF. El juliol de 2014 fou promocionat al primer equip, i fou considerat titular per José Luis Mendilibar.
El 4 d'octubre Camarasa va marcar el seu primer gol a la màxima categoria, el segon del seu equip en un empat 3–3 contra la SD Eibar.
L'11 d'agost de 2016, després que el Llevant baixés a segona, fou cedit al Deportivo Alavés de primera divisió per un any.

### Betis
El 29 de juny de 2017, Camarasa va signar contracte per cinc anys amb el Reial Betis. Va marcar-hi el seu primer gol el 18 de desembre, en una victòria per 0-2 a fora contra el Màlaga CF.
El 9 d'agost de 2018, Camarasa fou cedit al Cardiff City FC per la temporada 2018–19. Va debutar a la Premier League nou dies després, jugant 76 minuts en un empat 0–0 a casa contra el Newcastle United FC.